# Graceland (Fernsehserie)/Episodenliste

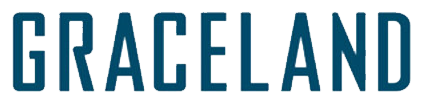
Logo zur Serie

Diese Episodenliste enthält alle Episoden der US-amerikanischen Drama-Serie Graceland, sortiert nach der US-amerikanischen Erstausstrahlung. Zwischen 2013 und 2015 entstanden in drei Staffeln 38 Episoden mit einer Länge von jeweils etwa 42 Minuten.

## Übersicht
| Staffel | Episodenanzahl | Erstausstrahlung USA | Erstausstrahlung USA | Deutschsprachige Erstausstrahlung | Deutschsprachige Erstausstrahlung |
| Staffel | Episodenanzahl | Staffelpremiere      | Staffelfinale        | Staffelpremiere                   | Staffelfinale                     |
| ------- | -------------- | -------------------- | -------------------- | --------------------------------- | --------------------------------- |
| 1       | 12             | 6. Juni 2013         | 12. September 2013   | 9. April 2015                     | 14. Mai 2015                      |
| 2       | 13             | 11. Juni 2014        | 10. September 2014   | 27. August 2015                   | 19. November 2015                 |
| 3       | 13             | 25. Juni 2015        | 17. September 2015   | 16. April 2017                    | 4. Juni 2017                      |

## Staffel 1
Die Erstausstrahlung der ersten Staffel war vom 6. Juni bis zum 12. September 2013 auf dem US-amerikanischen Fernsehsender USA Network zu sehen. Die deutschsprachige Erstausstrahlung sendete der deutsche Pay-TV-Sender ProSieben Fun vom 9. April 2015 bis zum 14. Mai 2015.
| Nr. (ges.) | Nr. (St.) | Deutscher Titel         | Originaltitel   | Erstausstrahlung USA | Deutschsprachige Erstausstrahlung (DE) | Regie              | Drehbuch                           | Quoten (USA) |
| ---------- | --------- | ----------------------- | --------------- | -------------------- | -------------------------------------- | ------------------ | ---------------------------------- | ------------ |
| 1          | 1         | Das Haus am Strand      | Graceland       | 6. Juni 2013         | 9. Apr. 2015                           | Russell Lee Fine   | Jeff Eastin                        | 3,32 Mio.    |
| 2          | 2         | Guadalajara Dog         | Guadalajara Dog | 13. Juni 2013        | 16. Apr. 2015                          | Russell Lee Fine   | Jeff Eastin                        | 2,77 Mio.    |
| 3          | 3         | Heat Run                | Heat Run        | 20. Juni 2013        | 16. Apr. 2015                          | Renny Harlin       | Stephen Godchaux                   | 2,27 Mio.    |
| 4          | 4         | Pizza Box               | Pizza Box       | 27. Juni 2013        | 23. Apr. 2015                          | Sanford Bookstaver | Daniel Shattuck & Kiera Morrisette | 2,33 Mio.    |
| 5          | 5         | Treffen mit Gott        | O-Mouth         | 11. Juli 2013        | 23. Apr. 2015                          | Renny Harlin       | Matthew Negrete                    | 1,88 Mio.    |
| 6          | 6         | Yellow Submarine        | Hair of the Dog | 18. Juli 2013        | 30. Apr. 2015                          | David Straiton     | Andrew Colville                    | 1,90 Mio.    |
| 7          | 7         | Goodbye High            | Goodbye High    | 25. Juli 2013        | 30. Apr. 2015                          | Russell Lee Fine   | Joe Henderson                      | 2,02 Mio.    |
| 8          | 8         | Der Mann mit der Tasche | Bag Man         | 8. Aug. 2013         | 7. Mai 2015                            | Renny Harlin       | Ryan Scott                         | 2,22 Mio.    |
| 9          | 9         | Rauchzeichen            | Smoke Alarm     | 15. Aug. 2013        | 7. Mai 2015                            | Paul Holahan       | Aaron Fullerton                    | 2,01 Mio.    |
| 10         | 10        | Party, Party            | King’s Castle   | 22. Aug. 2013        | 14. Mai 2015                           | Charlotte Sieling  | Daniel Shattuck                    | 2,18 Mio.    |
| 11         | 11        | Happy Endings           | Happy Endings   | 5. Sep. 2013         | 14. Mai 2015                           | Sanford Bookstaver | Joe Henderson & Andrew Colville    | 1,90 Mio.    |
| 12         | 12        | Pawn                    | Pawn            | 12. Sep. 2013        | 14. Mai 2015                           | Russell Lee Fine   | Jeff Eastin                        | 2,05 Mio.    |

## Staffel 2
Die Erstausstrahlung der zweiten Staffel fand zwischen dem 11. Juni und dem 10. September 2014 auf dem US-amerikanischen Fernsehsender USA Network statt. Die deutschsprachige Erstausstrahlung sendete der deutsche Pay-TV-Sender ProSieben Fun vom 27. August bis zum 19. November 2015.
| Nr. (ges.) | Nr. (St.) | Deutscher Titel   | Originaltitel       | Erstausstrahlung USA | Deutschsprachige Erstausstrahlung (DE) | Regie              | Drehbuch                           | Quoten (USA) |
| ---------- | --------- | ----------------- | ------------------- | -------------------- | -------------------------------------- | ------------------ | ---------------------------------- | ------------ |
| 13         | 1         | Die Linie         | The Line            | 11. Juni 2014        | 27. Aug. 2015                          | Russell Lee Fine   | Jeff Eastin                        | 1,56 Mio.    |
| 14         | 2         | Verbindungen      | Connects            | 18. Juni 2014        | 3. Sep. 2015                           | Stephen Surjik     | David Simkins                      | 1,39 Mio.    |
| 15         | 3         | Tinker Bell       | Tinker Bell         | 25. Juni 2014        | 10. Sep. 2015                          | Sheree Folkson     | Daniel Shattuck                    | 1,27 Mio.    |
| 16         | 4         | Die magische Zahl | Magic Numbers       | 9. Juli 2014         | 17. Sep. 2015                          | Marc Roskin        | Aaron Fullerton                    | 1,16 Mio.    |
| 17         | 5         | Du musst lächeln  | H-A-Double-P-Y      | 16. Juli 2014        | 24. Sep. 2015                          | Sanford Bookstaver | Ryan Scott                         | 1,04 Mio.    |
| 18         | 6         | Anica             | The Unlucky One     | 23. Juli 2014        | 1. Okt. 2015                           | David Barrett      | William Rotko                      | 1,46 Mio.    |
| 19         | 7         | Los Malos         | Los Malos           | 30. Juli 2014        | 8. Okt. 2015                           | Sanford Bookstaver | Carla Ching                        | 1,20 Mio.    |
| 20         | 8         | Unheilige Mittel  | The Ends            | 6. Aug. 2014         | 15. Okt. 2015                          | Alrick Riley       | David Simkins                      | 1,16 Mio.    |
| 21         | 9         | Gratis            | Gratis              | 13. Aug. 2014        | 22. Okt. 2015                          | Larry Teng         | Daniel Shattuck                    | 1,27 Mio.    |
| 22         | 10        | Cochinillo Asado  | The Head of the Pig | 20. Aug. 2014        | 29. Okt. 2015                          | Larysa Kondracki   | Aaron Fullerton & Mike Goldberg    | 1,06 Mio.    |
| 23         | 11        | Zuhause           | Home                | 27. Aug. 2014        | 5. Nov. 2015                           | Duane Clark        | Ryan Scott & Chris Masi            | 1,28 Mio.    |
| 24         | 12        | Echoes (1)        | Echoes              | 3. Sep. 2014         | 12. Nov. 2015                          | Russell Lee Fine   | Daniel Shattuck & William L. Rotko | 1,14 Mio.    |
| 25         | 13        | Faith 7 (2)       | Faith 7             | 10. Sep. 2014        | 19. Nov. 2015                          | Russell Lee Fine   | Daniel Shattuck                    | 1,23 Mio.    |

## Staffel 3
Die Erstausstrahlung der dritten Staffel wurde vom 25. Juni bis zum 17. September 2015 gesendet. Die deutschsprachige Erstausstrahlung sendete der deutsche Pay-TV-Sender ProSieben Fun vom 16. April bis zum 4. Juni 2017.
| Nr. (ges.) | Nr. (St.) | Deutscher Titel           | Originaltitel       | Erstausstrahlung USA | Deutschsprachige Erstausstrahlung (DE) | Regie            | Drehbuch                         |
| ---------- | --------- | ------------------------- | ------------------- | -------------------- | -------------------------------------- | ---------------- | -------------------------------- |
| 26         | 1         | B positiv                 | B-Positive          | 25. Juni 2015        | 16. Apr. 2017                          | Larry Teng       | Jeff Eastin                      |
| 27         | 2         | Chester Cheeto            | Chester Cheeto      | 2. Juli 2015         | 16. Apr. 2017                          | Larry Teng       | Daniel Shattuck                  |
| 28         | 3         | Auf der Suche nach Reggie | Sense Memory        | 9. Juli 2015         | 23. Apr. 2017                          | Duane Clark      | Derek Simon                      |
| 29         | 4         | Einer muss sterben        | Aha                 | 16. Juli 2015        | 23. Apr. 2017                          | Doug Hannah      | Jason Ganzel                     |
| 30         | 5         | Rote Vögel                | Piñon Tree          | 23. Juli 2015        | 30. Apr. 2017                          | Duane Clark      | Chris Masi                       |
| 31         | 6         | Der Deal                  | Sidewinder          | 30. Juli 2015        | 30. Apr. 2017                          | Scott Peters     | Andy Black                       |
| 32         | 7         | Bon Voyage                | Bon Voyage          | 6. Aug. 2015         | 7. Mai 2017                            | Maja Vrvilo      | Matt Macleod                     |
| 33         | 8         | Helfersyndrom             | Savior Complex      | 13. Aug. 2015        | 7. Mai 2017                            | Timothy Busfield | Jessica Brickman                 |
| 34         | 9         | Die Ruhmeshand            | Hand of Glory       | 20. Aug. 2015        | 14. Mai 2017                           | Stephen Surjik   | AJ Marechal, Eddie Serrano       |
| 35         | 10        | Schwache Beziehungen      | Master of Weak Ties | 27. Aug. 2015        | 14. Mai 2017                           | Lucy Liu         | Jason Ganzel, Matt MacLeod       |
| 36         | 11        | Verbindungen              | The Wires           | 3. Sep. 2015         | 21. Mai 2017                           | Mary Harron      | Daniel Shattuck, Samantha Rifkin |
| 37         | 12        | Hund jagt Auto            | Dog Catches Car     | 10. Sep. 2015        | 21. Mai 2017                           | Larry Teng       | Daniel Shattuck                  |
| 38         | 13        | Keine alten Tiger         | No Old Tigers       | 17. Sep. 2015        | 4. Juni 2017                           | Larry Teng       | Jeff Eastin, Daniel Shattuck     |